# Anna (Kurzfilm)
Anna ist ein dänischer Kurzfilm aus dem Jahr 2009. Es ist der Abschlussfilm des Regisseurs und Drehbuchautors Rúnar Rúnarsson, gedreht wurde er in Hundested. Seine Premiere hatte der Film bei der Quinzaine des Réalisateurs. Er eröffnete zudem im selben Jahr das Filmfestival Nordisk Panorama, wo er als bester Kurzfilm ausgezeichnet wurde.

## Handlung
Die Heranwachsenden Anna und Ole leben in einem Fischerdorf und versuchen sich die Zeit mit Schießübungen, einem Getränk im Hafenkiosk und Müllbeutelschlachten zu vertreiben. Annas Mutter ist hochschwanger und alleinstehend. Ihr Mann hat sie verlassen und sie macht sich Vorwürfe. Anna kriecht nachts, da sie nicht schlafen kann, ins Bett ihrer Mutter und streichelt deren Bauch. Bei der Rauferei mit Ole hingegen wird sie schnell aggressiv. Nachdem Anna Ole im Schwimmbad mit Ida sah, vergleicht sie in der Umkleidekabine die Körper anderer Frauen mit ihrem. 
Nach einer Auseinandersetzung mit ihrer Mutter flüchtet Anna auf das im Hafen liegende Boot, das sie instand hält. Nachdem sie bereits auf dem Weg dorthin einige Autos beschädigt hat, geht sie nun unter Zuhilfenahme von Hammer und Gewehr auf das Boot los. Diese Nacht schläft sie in ihrem Bett und am nächsten Tag liegt das Boot auf dem Grund des Hafens. Als sie Ole trifft, entschuldigt sie sich für ihr Verhalten und erkundigt sich nach dem Mädchen in der Schwimmhalle. Die beiden umarmen sich und sie gesteht ihm leise ihre Liebe. Da er fragt, was sie gesagt habe, sagt sie laut, dass sie ihn vermisst habe und er sagt, ehe er davonrennt, ihm ginge es ebenso.
Glücklich nach Hause kommend, wohnt sie mit einigem Abstand einem Streit ihrer Eltern bei. In dem für Weihnachten geschmückten Haus findet sie ihre Mutter heulend im Bett vor. Nun ist es Anna, die sie tröstend in den Arm nimmt.